# Togail Bruidne Dá Derga
Togail Bruidne Dá Derga (La destrucción del refugio de Da Derga) es un cuento irlandés perteneciente al Ciclo del Úlster de la mitología irlandesa . Ha llegado hasta nosotros en tres recensiones escritas en irlandés medio y antiguo y forma parte del Libro de la Vaca Parda. Narra el nacimiento, vida y la muerte de Conaire Mór, hijo de Eterscél Mór, un legendario Rey Supremo de Irlanda, que es asesinado en el refugio de Da Derga por sus enemigos cuando rompe su geis. Se considera una de las mejores sagas irlandesas del período temprano, comparable a la más conocida Táin Bó Cúailnge .
El tema de la fatalidad inminente, cuando el rey se ve obligado por las circunstancias a romper uno tras otro sus tabúes, es esencialmente pagano y no se dan interpretaciones cristianas a los sucesos maravillosos que se relatan. En sus repeticiones y fórmulas verbales el poema conserva las cualidades de la transmisión oral. El tono de la obra ha sido comparado con la tragedia griega .

## Resumen
Después de que Conaire Mór rompa varios de sus geis, viaja al sur bordeando la costa de Irlanda. Se le aconseja pasar la noche en el refugio de Da Derga, pero cuando se acerca, ve a tres hombres vestidos de rojo montados en caballos rojos que llegan ante él. Se da cuenta de que tres hombres rojos lo han precedido a la casa de un hombre rojo (ya que Dá Derga significa "Dios rojo"), y otra de sus geasa se ha roto. Sus tres hermanos de leche, los tres hijos de Dond Désa, a quien Conaire había desterrado a Alba (Gran Bretaña) por sus crímenes, se habían aliado con el rey de los britanos, Ingcél Cáech, y merodeaban por Irlanda con una nutrida banda de seguidores. Atacan el refugio de Da Derga, intentando incendiarlo por tres veces y tres veces se apaga el fuego. Conaire, protegido por su campeón Mac Cécht y el héroe del Ulster Conall Cernach, mata a seiscientos antes de llegar a sus armas, y a otros seiscientos más con sus armas. Pide de beber porque está maldito con una sed mágica, pero toda el agua se ha usado para apagar los incendios. Mac Cécht viaja por Irlanda con la copa de Conaire, pero ninguno de los ríos le dará agua. Regresa con un vaso de agua justo a tiempo para ver a dos hombres cortando la cabeza de Conaire. Los mata a los dos. La cabeza cortada de Conaire bebe el agua y recita un poema alabando a Mac Cécht. La batalla continúa durante tres días más. Mac Cécht muere, pero Conall Cernach escapa.

## Tradición manuscrita
El cuento existe en tres recensiones:

### Recensión I
La Recension I es la primera versión de la saga, que resume brevemente los principales acontecimientos de la narración. Se le conoce alternativamente como Orgain Bruidne Uí Dergae (La matanza del refugio de Ua Derga), título en el Lebor na hUidre, para diferenciarlo de recensiones posteriores.
- 23 N 10 ( RIA ): pág. 72.
- Egerton 88 : f 13rb ( BL )
- G 7: col. 5 ( NLI )
- H 3.18: XVIII, p 556a-556b col. 2 ( TCD )
- 23 E 25 o Lebor na hUidre (LU): p 99a (f 98b-99a). Última versión.

### Recensión II
La Recension II, un texto compuesto, es la versión más famosa del cuento. Basándose en contradicciones, inconsistencias y duplicados hallados en el texto, académicos como Heinrich Zimmer, Max Nettlau y Rudolf Thurneysen sugirieron, cada uno a su manera, que la recensión representa una combinación de dos, posiblemente tres fuentes diferentes. Sin embargo, Máire West ha señalado las debilidades inherentes a su enfoque y, en cambio, favorece la visión más flexible que el autor extrajo de una mayor variedad de fuentes escritas y orales.
- H 2.16 o Libro Amarillo de Lecan (YBL): III, col. 716–739 (facs.: pág. 91a 1 -104a 17 ). Completo.
- H 2.16 o Libro Amarillo de Lecan (YBL): p 432-3. Fragmento.
- RIA MS D IV 2: f 79ra 1 – 92ra 40. Completo.
- 23 E 25 o Lebor na hUidre (LU): p 83ra-99ra ( +H ). Falta el comienzo
- 33993 adicional: I, f 4r-5v – o f 2b-5b (? ) -( BL ). Solo comienzo.
- Egerton 1782 : f 108vb-123vb. Texto compuesto.
- Egerton 92: f 18ra-23v. Fragmento = Fermoy.
- 23 E 29 o Libro de Fermoy : II, p 213a-216b. Fragmento.
- H 2.17: págs. 477a-482b ( TCD ). Tres fragmentos.
- H 3,18: XVII, p 528-533. Extractos glosados.

### Recensión III
La versión más joven y más larga está representada por Recension III, a la que se han agregado más materiales, incluida una lista de reyes, una versión de Tochmarc Étaine y más conocimientos de dindsenchas .
- Egerton 1782, f 106r-123vb (termina en pausa) ( BL )
- H.1.14, f 24-52b ( TCD ). Copia del texto anterior.

La traducción de J. Gantz, en Early Irish Myths and Sagas (1986) tiene una introducción que analiza su probable relación con la muerte ritual de un rey, explorada más a fondo por John Grigsby, Beowulf y Grendel 2005:150-52.

## Cuentos relacionados
Un cuento relacionado es De Sil Chonairi Móir .

## Influencia
Se ha argumentado que la obra de Geoffrey Chaucer The House of Fame, toma prestadas características del Togail Bruidne Da Derga. Una versión de la saga aparece en la segunda mitad de Sons of the Swordmaker, una novela de 1938 del autor irlandés Maurice Walsh .